# Edición digital

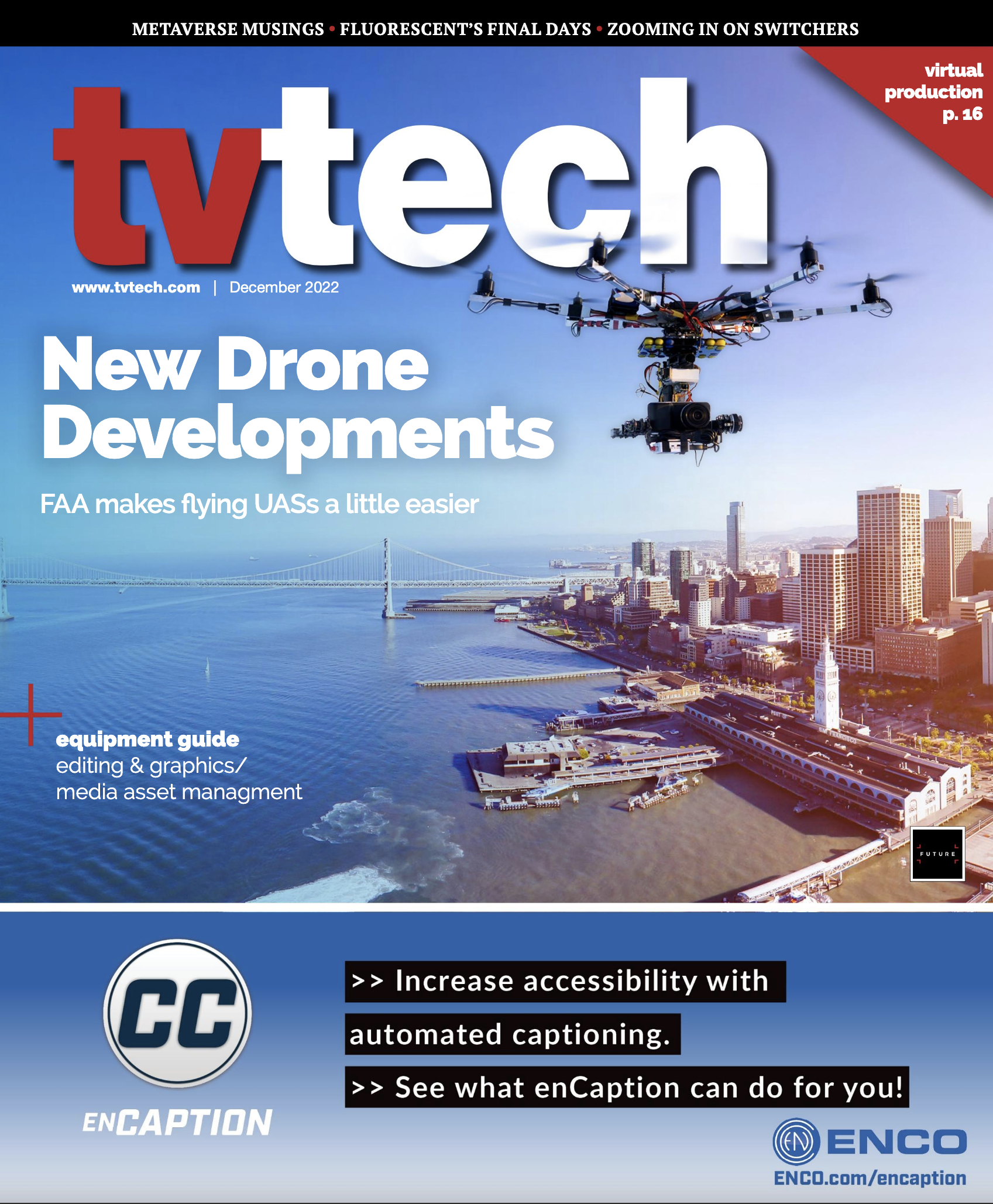
Poster de TV Tech

Edición digital, y según la 5° acepción de "digital" del D.L.E, "dicho de algunos medios de comunicación, especialmente de prensa: que se publican en Internet o en formato electrónico", resulta una definición aplicable a un amplio abanico de medios de difusión que se basan en la publicación en Internet y/o en formatos electrónicos, como esta enciclopedia o las bibliotecas digitales, conformando la edición digital en una cierta oposición a los formatos analógicos o la edición analógica.

## Casos

### Open Journal Systems
La edición digital alcanza novedad con los gestores en línea como Open Journal Systems, un sistema de gestión y publicación de revistas científicas y académicas en Internet. Está diseñado para disminuir el tiempo empleado en el proceso editorial de la revista. Permite un manejo eficiente y unificado en línea del flujo editorial desde la recepción del manuscrito hasta la publicación del artículo.
Este sistema es una solución de software de código abierto desarrollado por el grupo Public Knowledge Project, Canadá, que está dedicado al aprovechamiento y desarrollo de las nuevas tecnologías para el uso en la investigación académica. Este grupo, desde su fundación en 1998, ha desempeñado un papel activo dentro del movimiento de "acceso abierto" presentando el software libre líder para la publicación de revistas y conferencias en Internet.